# ۲۱۷ (عدد)

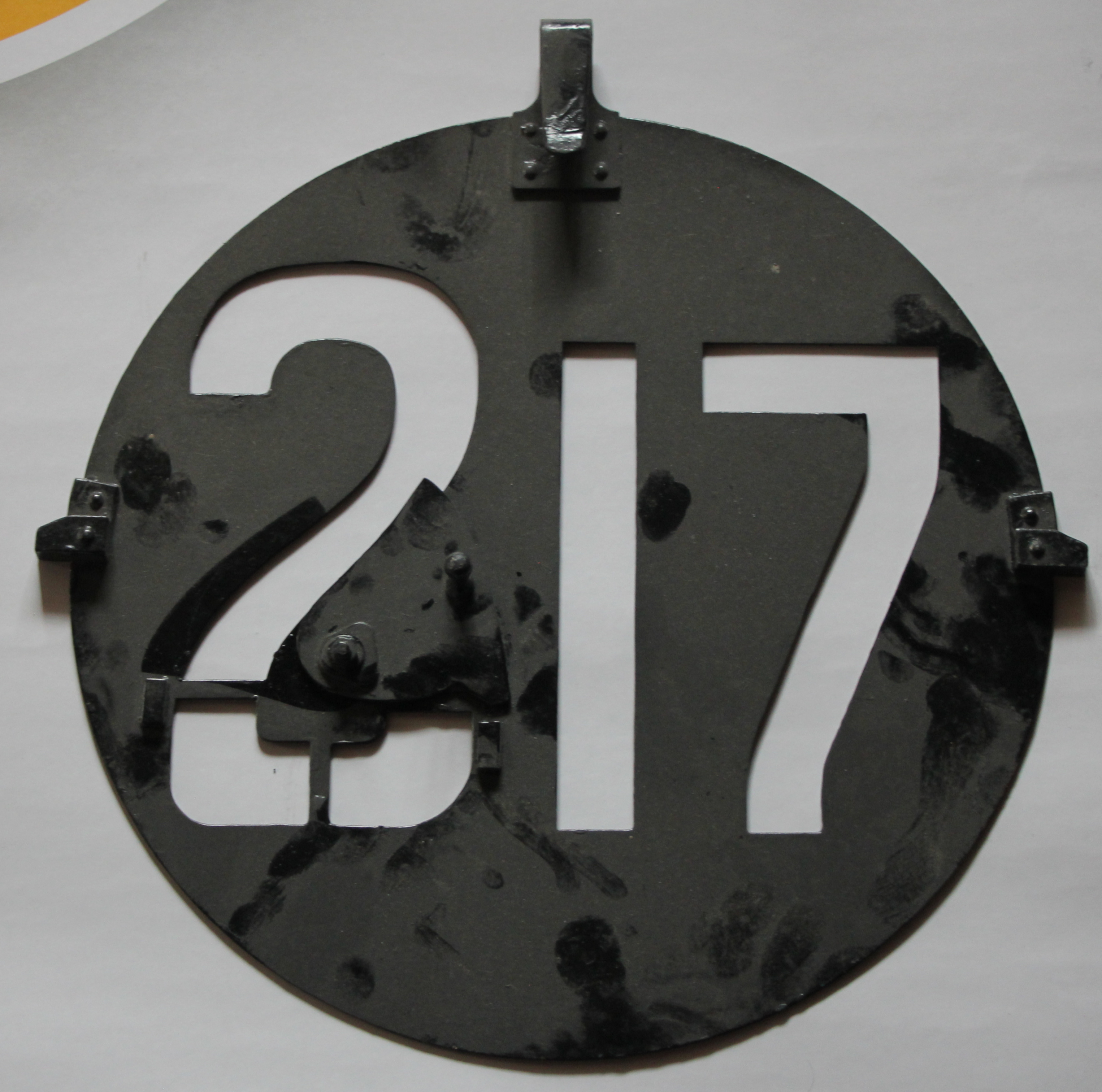
عدد 217

۲۱۷ یک عدد طبیعی است که بعد از ۲۱۶ و قبل از ۲۱۸ قرار دارد.